# Лидека, Зигмас
Зигмас Лидека (лит. Zigmas Lydeka, род. 23 августа 1954, Жиняй, Вилкавишкский район) — литовский экономист, председатель сената университета Витовта Великого в Каунасе с 2015 года.

## Биография
Окончил в 1977 году Каунасский политехнический институт, в 1983 году — аспирантуру экономического факультета Ленинградского государственного университета. В 1977—1980 и в 1983—1990 годах — преподаватель Каунасского политехнического института. С 1990 года работает в Университете Витовта Великого. С 1999 года — хабилитированный доктор социальных наук, с 2000 года — профессор. В 1997—1999 годах — заведующий кафедрой экономики и финансов, в 1998—2002 годах — декан факультета экономики и управления, с 2006 года по 2015 год — ректор университета. В 2015 г. выбран председателем сената университета.
Область научных интересов — философия экономики, теория и практика предпринимательства, трансформация экономических систем.